# Steinach (Zwitserland)
Steinach is een gemeente en plaats in het Zwitserse kanton Sankt Gallen, en maakt deel uit van het district Rorschach.
Steinach telt 3299 inwoners.